# Baugenossenschaft Letten
Die Baugenossenschaft Letten ist eine Zürcher Wohnbaugenossenschaft. Sie umfasst 607 Wohnungen verteilt auf sechs Siedlungen in der Stadt Zürich. Die Baugenossenschaft wurde am 16. Februar 1922 als Baugenossenschaft von Staats-, Stadt- und Privatangestellten von Zürich gegründet und 1973 in Baugenossenschaft Letten umbenannt. Der Name bezieht sich auf den Stadtteil Letten, wo die erste Siedlung der Genossenschaft erstellt wurde.

## Überbauungen
- Letten
- Riedtli
- Hotze
- Hard
- Oerlikon
- Buchegg